# اسفند رومی یک‌برگی
اسفند رومی یک‌برگی، اسفند رومی ایرانی (نام علمی: Fagonia indica var. aucheri) نام یک گونه از سرده اسفند رومی است. این سرده در ایران ۶ گونه گیاه علفی چند ساله و غالباً تیغی دارد که در مناطق جنوبی ایران بخصوص در مناطق بیابانی می‌رویند.